# ویلی پوگانی
ویلیام اندرو پوگانی  تصویرگر  مجارستانی از کتاب های کودکان و کتابهای دیگر بود. از افرادی که همزمان با او میزیستند می توان به C. Coles Phillips ، Joseph Clement Coll ، Edmund Dulac ، Harvey Dunn ، Walter Everett ، Harry Rountree ، Sarah Stilwell Weber و NC Wyeth اشاره کرد .  وی بیشتر به خاطر نقاشی های قلم و جوهر به  <<افسانه و اسطوره ها>> شهرت دارد.  بخش بزرگی از کارهای پوگانی به عنوان Art Nouveau توصیف شده است.  سبک هنری پوگانی به شدت افسانه محور است و اغلب دارای نقوش حیوانات افسانه ای مانند پوره ها و پیکسی ها است.  او توجه زیادی به جزئیات گیاه شناسی داشت.  او از صحنه های رویایی و گرم پاستلی با آبرنگ ، نقاشی رنگ روغن و به ویژه قلم و مرکب استفاده کرد.  با دقت و اطمینان ، قطعات قلم و جوهر پوگانی میزان واقعی استعداد او را به تصویر می کشد. 
اوایل بیست سالگی خود را در مدرسه هنر گذراند و بعداً قبل از آمدن به ایالات متحده در سال 1914 به مونیخ ، پاریس و لندن سفر می کرد.  وقتی پوگانی برای تحصیل و نقاشی به پاریس رفت ، قادر به تأمین مخارج یا درآمد زیادی نبود ، اغلب فقیر بود و گرسنه می ماند.  پوگانی دو سال را در پاریس سپری کرد.

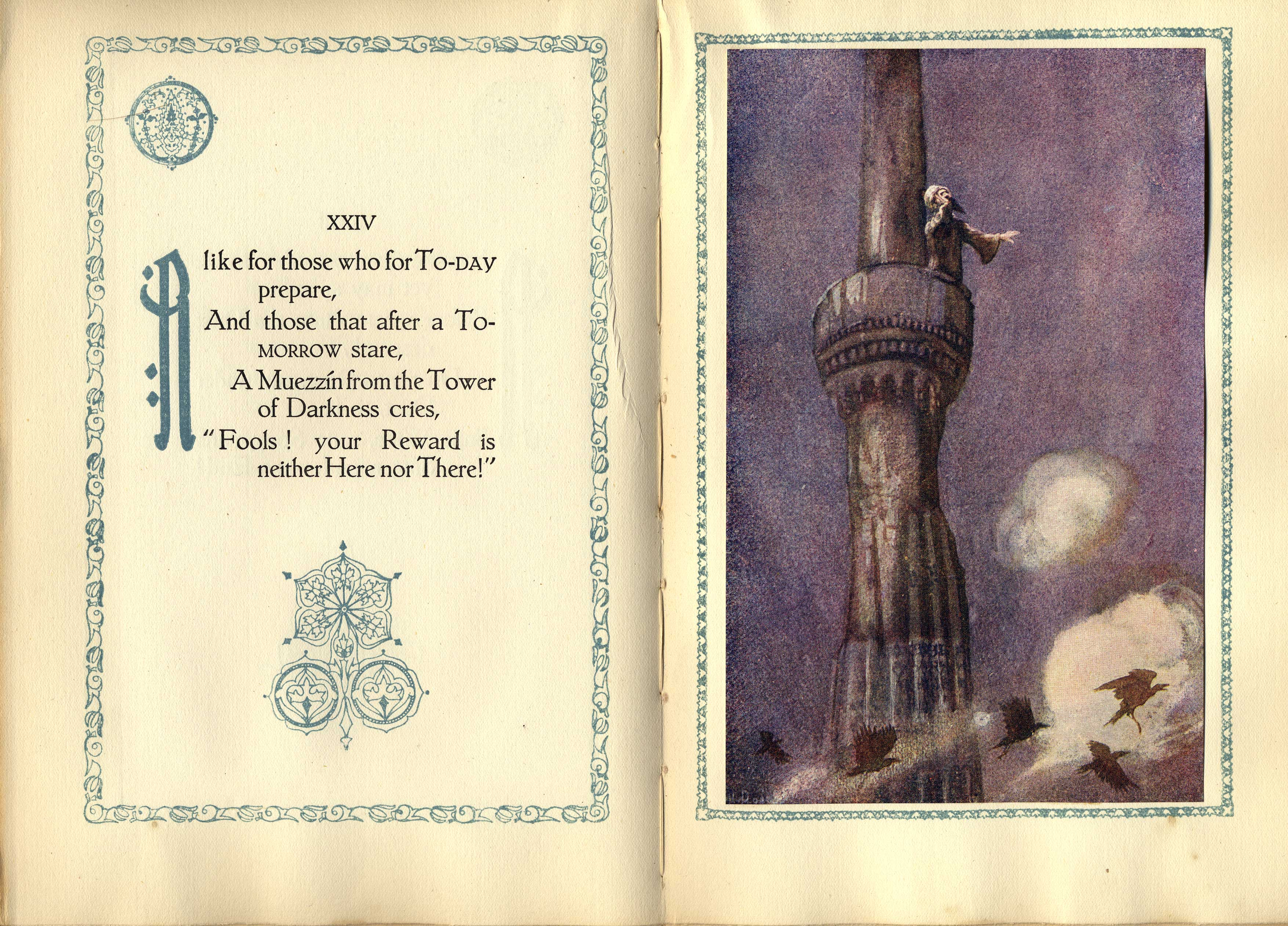
صفحات روبه رو از عمر خیام با تصویرگری پوگانی.

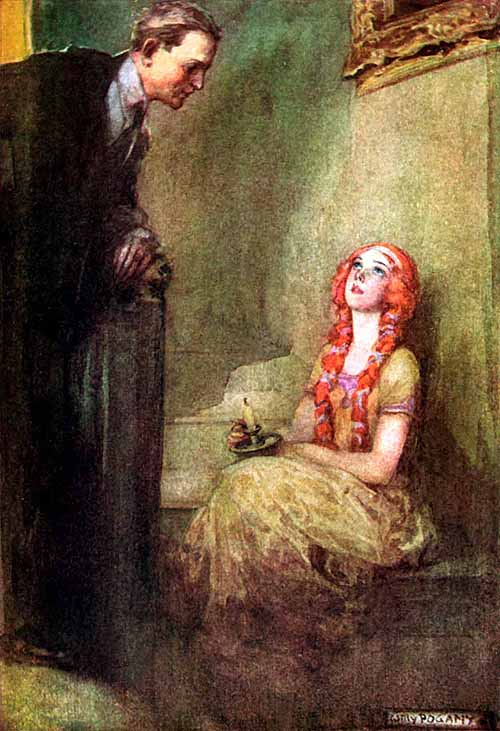
تصویر جلوی The Wishing-Ring Man نوشته مارگارت ویدمر (هولت ، 1917)

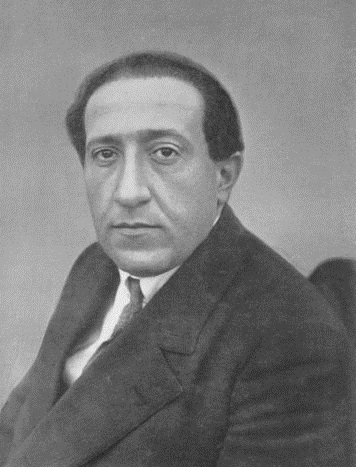
پوگانی از ویتاکر چمبرز شکایت کرد که وی را به عنوان یکی از نزدیکان مقام کمینترن جوزف پوگانی اشتباه گرفته است (در تصویر)

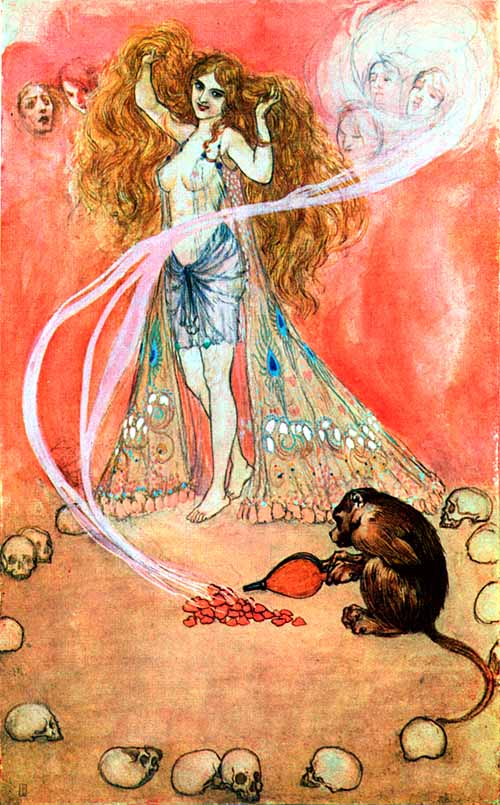
"جادوگر جوان" ، تصویرگری برای چاپ فاوست در سال 1908